# برمرتون (واشینگتن)
برمرتون (به انگلیسی: Bremerton) شهری در شهرستان کیتساپ ایالت واشنگتن است که در سرشماری سال ۲۰۱۰ میلادی، ۳۷۷۲۹ نفر جمعیت داشته است.